# Bentley Brooklands
La Bentley Brooklands è una berlina prodotta dalla Bentley tra il 1992 e il 1998.
È stata l'ammiraglia della casa automobilistica britannica, frutto dell'ennesima evoluzione della Bentley Mulsanne S, che di fatto ha sostituito dal 1992, in corrispondenza di anni difficili per la casa britannica, che trovarono una soluzione positiva nel 1998, con la prima acquisizione da parte del Gruppo Volkswagen e della BMW.

Esiste anche una versione a due porte denominata Brooklands Coupé, prodotta tra il 2008 e il 2010 ma non deriva da questo modello.

## Caratteristiche tecniche

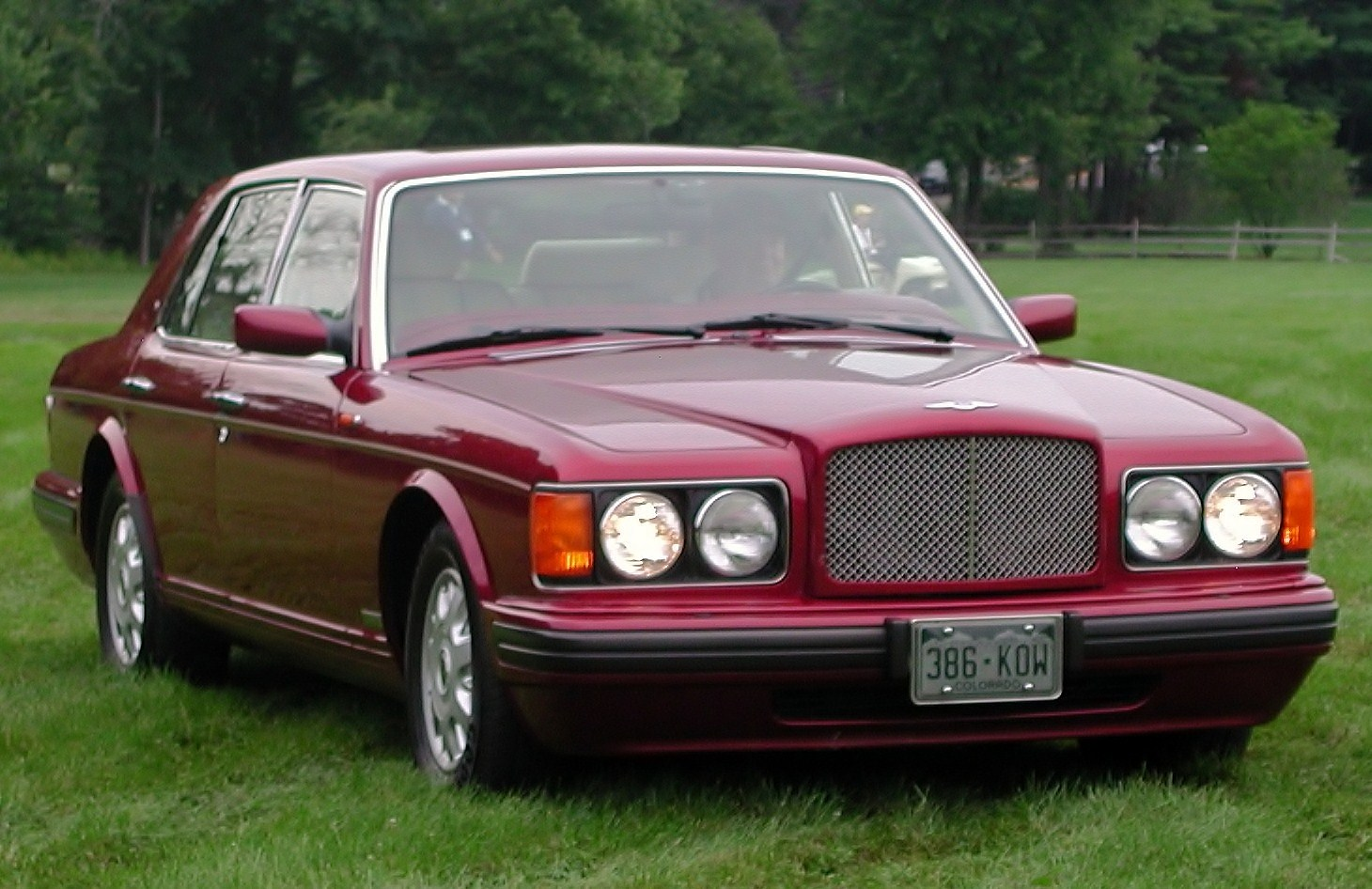
Una Bentley Brooklands R

La Brooklands differiva di poco dalla precedente Mulsanne e dai numerosi modelli analoghi che si sono succeduti negli anni: era dotata di un nuovo propulsore con catalizzatore e anch'essa riproponeva il solito schema angolare spigoloso analogo allo stesso modello superiore della Rolls-Royce; l'unico elemento che la differenzia è la tipica calandra a "D". Il motore era un V8 potenziato rispetto a quello classico e aveva una cilindrata di 6.761 cm³, capace di erogare 245 CV a 3900 giri/min. La trasmissione era di tipo automatica a controllo elettronico (con blocco del convertitore) a 4 rapporti. La velocità massima dichiarata di 215 km/h, con un'accelerazione 0–100 km/h 10 secondi.

Dal 1996 al 1998 venne anche prodotta una versione più sportiva in pochissimi esemplari denominata Brooklands R.
|           | Serie lunga | Serie corta |
| --------- | ----------- | ----------- |
| Lunghezza | 5.370 mm    | 5.268 mm    |
| Larghezza | 2.111 mm    | 2.007 mm    |
| Altezza   | 1.486 mm    | 1.486 mm    |
| Passo     | 3.162 mm    | 3.061 mm    |